# هیرواکی ناکانیشی
هیرواکی ناکانیشی (به ژاپنی: 中西宏明) (زاده ۱۴ مارس ۱۹۴۶) کارآفرین و مدیر ارشد اجرایی ژاپنی است، که اکنون به‌عنوان مدیر عامل اجرایی شرکت هیتاچی فعالیت می‌نماید.